# تكاليف الدواء
تعتبر تكاليف الأدوية Medication costs، المعروفة أيضًا بتكاليف العقاقير drug costs، هي تكلفة رعاية صحية شائعة للعديد من الأشخاص وأنظمة الرعاية الصحية. تكاليف الوصفات الطبية Prescription costs هي التكاليف التي يتحملها المستهلك النهائي. وتتأثر تكاليف الأدوية بعوامل متعددة مثل براءات الاختراع، وتأثير أصحاب المصلحة، ونفقات التسويق. ويستخدم عدد من البلدان، بما في ذلك كندا وأجزاء من أوروبا والبرازيل، أسعارًا مرجعية خارجية ‏ كوسيلة لمقارنة أسعار الأدوية وتحديد سعر أساسي لدواء معين. تستخدم بلدان أخرى علم الاقتصاد الدوائي، الذي ينظر إلى التكلفة/الفائدة للمنتج من حيث جودة الحياة، والعلاجات البديلة (الدوائية وغير الدوائية)، وخفض التكاليف أو تجنبها في أجزاء أخرى من نظام الرعاية الصحية (على سبيل المثال، قد يقلل الدواء من الحاجة إلى التدخل الجراحي، وبالتالي توفير المال). وتقوم هيئات مثل المعهد الوطني للصحة والتميز السريري في المملكة المتحدة، وبدرجة أقل هيئة مراجعة الأدوية المشتركة في كندا (قسم من الوكالة الكندية للأدوية والتكنولوجيات الصحية) بتقييم المنتجات بهذه الطريقة.
يمكن إدراج تكاليف الأدوية بعدة طرق بما في ذلك التكلفة لكل جرعة يومية محددة، والتكلفة لكل فترة زمنية محددة، والتكلفة لكل جرعة يومية موصوفة ‏، والتكلفة المتناسبة مع الناتج الوطني الإجمالي.
وجدت دراسة أجريت في نوفمبر 2020 أن أكثر من 1.1 مليون من كبار السن في برنامج الرعاية الطبية في الولايات المتحدة من المتوقع أن يموتوا مُبكرًا على مدى العقد المقبل لأنهم لن يتمكنوا من تحمل تكاليف الأدوية الموصوفة لهم، مما يتطلب إنفاق 17.7 مليار دولار إضافية سنويًا على التكاليف الطبية التي يمكن تجنبها بسبب المضاعفات الصحية.

## التعريف
يمكن أن تكون تكاليف الدواء هي سعر البيع من الشركة المصنعة، والسعر مع الشحن، وسعر الجملة، وسعر التجزئة، والسعر الموزع.
يجري تعريف السعر المخصص أو تكلفة الوصفة الطبية على أنها التكلفة التي يتعين على المريض دفعها للحصول على الأدوية أو العلاجات المكتوبة على شكل تعليمات على وصفة طبية من الطبيب. وتتأثر التكلفة عمومًا بالعلاقة المالية بين الشركات المصنعة للأدوية والموزعين بالجملة والصيدليات. بالإضافة إلى العلاقة المالية، فإن كل دولة لديها أنظمة مختلفة للسيطرة على تكلفة الوصفات الطبية. في الولايات المتحدة، يقوم مدير استحقاقات الصيدلة، وهي منظمة خارجية، مثل شركات التأمين الخاصة أو شركات التأمين الصحي التي تديرها الحكومة، بتنفيذ برامج احتواء التكاليف، مثل إنشاء قائمة أدوية، لاحتواء التكلفة. وفي المملكة المتحدة، تتفاوض الحكومة مع صناعة الأدوية بشأن وضع حد أقصى لنمو فاتورة الأدوية. بالإضافة إلى ذلك، تقوم وكالة حكومية، وهي المعهد الوطني للتميز في الرعاية الصحية (NICE)، بتقييم فعالية تكلفة تسعير الأدوية الموصوفة الفردية. كما يجوز للخدمة الصحية الوطنية التفاوض بشكل مباشر مع شركات الأدوية الفردية للحصول على أدوية متخصصة معينة، فضلاً عن إجراء عمليات شراء تنافسية للأدوية العامة والأدوية الحاصلة على براءات اختراع حيث يتوفر أكثر من دواء واحد لحالة معينة. تُعد تكاليف الوصفات الطبية من تكاليف الرعاية الصحية المنتظمة للمرضى وقد تعني صعوبات اقتصادية للمحرومين. في ظل التأمين الصحي، يدفع المريض في الولايات المتحدة مبلغًا إضافيًا (المبلغ الذي يجب على المريض دفعه مقابل كل دواء أو زيارة طبية)، ومبلغًا قابلًا للخصم (المبلغ الذي يتعين على المريض دفعه قبل أن يبدأ التأمين في تقاسم التكلفة)، ومبلغًا مشتركًا للتأمين (المبلغ الذي يتعين على المريض دفعه بعد الخصم) لتكاليف الوصفات الطبية. بعد الوصول إلى الحد الأقصى للمبلغ الذي تتحمله شركة التأمين، ستدفع شركة التأمين 100% من قيمة الوصفة الطبية. يعتمد المبلغ الذي يتعين على المريض دفعه على خطة التأمين الصحي التي يتمتع بها المريض.
حتى عام 2017، تراوحت تكاليف الوصفات الطبية من أكثر من 15% بقليل في البلدان ذات الدخل المرتفع إلى 25% في البلدان ذات الدخل المتوسط المنخفض والبلدان ذات الدخل المنخفض. :418

## العوامل المؤثرة
تكاليف الأدوية في بلدان مختلفة
| دواء         | الولايات المتحدة | كندا        | المملكة المتحدة | إسبانيا     | هولندا      |
| ------------ | ---------------- | ----------- | --------------- | ----------- | ----------- |
| إيتانيرسيبت  | 2225 دولار       | 1,646 دولار | 1,117 دولار     | 1,386 دولار | 1,509 دولار |
| سيليكوكسيب   | 225 دولار        | 51 دولار    | 112 دولار       | 164 دولار   | 112 دولار   |
| جلاتيرامر    | 3,903 دولار      | 1400 دولار  | 862 دولار       | 1,191 دولار | 1190 دولار  |
| دولوكستين    | 194 دولار        | 110 دولار   | 46 دولار        | 71 دولار    | 52 دولار    |
| أداليموماب   | 2,246 دولار      | 1950 دولار  | 1,102 دولار     | 1,498 دولار | 1,498 دولار |
| إيزوميبرازول | 215 دولار        | 30 دولارا   | 42 دولار        | 58 دولار    | 23 دولار    |

إن تحديد سعر أي دواء صيدلاني للبيع للعامة أمر شاق. وفقًا لمجلة فوربس، فإن تحديد سقف سعر مرتفع لدواء جديد قد يكون مشكلة لأن الأطباء قد يتجنبوا وصف ذلك الدواء، لأن التكلفة قد تكون كبيرة جدًا مقارنة بالفائدة. إن تحديد سعر منخفض للغاية قد يشير إلى الدونية، أو أن الدواء "ضعيف" للغاية بالنسبة للسوق. هناك العديد من استراتيجيات التسعير المختلفة والعوامل التي تدخل في البحث وتقييم سعر الدواء المستقبلي مع وجود أقسام كاملة داخل شركات الأدوية الأمريكية مثل فايزر مخصصة لتحليل التكاليف.
يوضح الرسم البياني التناقضات في أسعار الأدوية في البلدان المختلفة.

### مصاريف التسويق
وقد أشارت إحدى الدراسات إلى أن المبلغ الذي يُنفق على تسويق الأدوية يتراوح بين 2 إلى 19 ضعف المبلغ الذي يُنفق على أبحاث الأدوية.

### البحث والتطوير
تُجرى الكثير من الأبحاث اللازمة لإنتاج الأدوية من قبل القطاع العام. بالإضافة إلى ذلك، تقوم شركات الأدوية أيضًا بالكثير من الأبحاث قبل إنتاج الأدوية. يوضح الجدول إحصائيات البحث والتطوير لشركات الأدوية حتى عام 2013 وفقًا لشركة أسترا زينيكا.
| شركة ادوية                | عدد الأدوية المعتمدة | متوسط الإنفاق على البحث والتطوير لكل دواء (بملايين الدولارات) | إجمالي الإنفاق على البحث والتطوير من عام 1997 إلى عام 2011 (بالمليون دولار) |
| ------------------------- | -------------------- | ------------------------------------------------------------- | --------------------------------------------------------------------------- |
| أسترازينيكا               | 5                    | 11,790.93 دولار                                               | 58,955 دولار                                                                |
| جلاكسو سميث كلاين         | 10                   | 8,170.81 دولار                                                | 81,708 دولار                                                                |
| سانوفي                    | 8                    | 7,909.26 دولار                                                | 63,274 دولار                                                                |
| شركة روش القابضة          | 11                   | 7,803.77 دولار                                                | 85,841 دولار                                                                |
| فايزر                     | 14                   | 7,727.03 دولار                                                | 108,178 دولار                                                               |
| جونسون آند جونسون         | 15                   | 5,885.65 دولار                                                | 88,285 دولار                                                                |
| ايلي ليلي وشركاه          | 11                   | 4,577.04 دولار                                                | 50,347 دولار                                                                |
| مختبرات أبوت              | 8                    | 4,496.21 دولار                                                | 35,970 دولار                                                                |
| شركة ميرك وشركاه المحدودة | 16                   | 4,209.99 دولار                                                | 67,360 دولار                                                                |
| شركة بريستول مايرز سكويب  | 11                   | 4,152.26 دولار                                                | 45,675 دولار                                                                |
| نوفارتيس                  | 21                   | 3,983.13 دولار                                                | 83,646 دولار                                                                |
| شركة أمجين                | 9                    | 3,692.14 دولار                                                | 33,229 دولار                                                                |

أفاد سيفيرين شوان ‏، الرئيس التنفيذي لشركة روش السويسرية، في عام 2012 أن تكاليف البحث والتطوير في روش في عام 2014 بلغت 8.4 مليار دولار، أي ربع ميزانية المعاهد الوطنية للصحة بالكامل. نظرًا لطبيعة شركات الأدوية التي تعتمد على الربح ونفقاتها في مجال البحث والتطوير، تستخدم الشركات نفقات البحث والتطوير كنقطة انطلاق لتحديد الأسعار المناسبة والمربحة.
تنفق شركات الأدوية مبلغًا كبيرًا من المال على البحث والتطوير قبل طرح الدواء في السوق، ويمكن تقسيم التكاليف إلى ثلاثة مجالات رئيسية: الاكتشاف في المجال الطبي المحدد للدواء، والتجارب السريرية، والأدوية الفاشلة.

#### الاكتشاف
يمكن أن تتضمن عملية اكتشاف الأدوية قيام العلماء بتحديد الجراثيم والفيروسات والبكتيريا التي تسبب مرضًا أو علة معينة. يمكن أن يتراوح الإطار الزمني من 3 إلى 20 عامًا ويمكن أن تتراوح التكاليف بين عدة ملايين إلى عشرات الملايين من الدولارات. تحاول فرق البحث تحليل مكونات المرض للعثور على الأحداث/العمليات غير الطبيعية التي تحدث في الجسم. وبعد ذلك فقط يعمل العلماء على تطوير مركبات كيميائية لعلاج هذه التشوهات بمساعدة النماذج الحاسوبية.
بعد "الاكتشاف" وإنشاء مركب كيميائي، تتقدم شركات الأدوية بطلب الحصول على تسجيل دواء جديد قيد التحقيق (IND) من إدارة الغذاء والدواء. بعد إجراء التحقيق في الدواء والحصول على الموافقة، يمكن لشركات الأدوية الانتقال إلى التجارب السريرية وما قبل السريرية.

#### التجارب
يركز تطوير الأدوية والتجارب السريرية المسبقة على الكائنات غير البشرية والعمل على الحيوانات الثديية مثل الفئران.
تشترط إدارة الغذاء والدواء إجراء ما لا يقل عن 3 مراحل من التجارب السريرية التي تُقيم الآثار الجانبية وفعالية الدواء. أظهر تحليل لتكاليف تجربة الأدوية المعتمدة من قبل إدارة الغذاء والدواء الأمريكية من عام 2015 إلى عام 2016 أنه من بين 138 تجربة سريرية، جرى الموافقة على 59 عاملاً علاجيًا جديدًا من قبل إدارة الغذاء والدواء الأمريكية. وتقدر التكلفة المتوسطة لهذه التجارب بنحو 19 مليون دولار أمريكي.
- المرحلة الأولى تستمر لعدة أشهر وتهدف إلى تقييم سلامة الدواء وجرعته. والغرض من ذلك هو تحديد كيفية تأثير الدواء على الجسم.[21]
- المرحلة الثانية تستمر لعدة أشهر إلى عامين وتهدف إلى تقييم فعالية الدواء وآثاره الجانبية.[21]
- المرحلة الثالثة تستمر لمدة تتراوح من سنة إلى أربع سنوات وتهدف إلى مواصلة تقييم ومراقبة فعالية الدواء والآثار الجانبية له. تهدف المرحلة الثالثة إلى تحديد المخاطر والفوائد التي قد يقدمها الدواء لفئة المرضى المستهدفة.[21]
- تجرى تجارب المرحلة الرابعة بعد موافقة إدارة الغذاء والدواء على الدواء وتهدف إلى مواصلة مراقبة سلامة وفعالية الدواء.[21]

ومن بين هذه المراحل، تعتبر المرحلة الثالثة هي العملية الأكثر تكلفة في تطوير الدواء. يمكن أن تصل تكلفة تجربة المرحلة الثالثة فقط إلى ما يزيد عن 100 مليون دولار. إنها تمثل حوالي 90% من التكلفة التي تتحملها شركات الأدوية لتطوير الدواء.

#### الأدوية الفاشلة
وتستغرق عملية "الاكتشاف" والتجارب السريرية ما يقرب من 12 عامًا من مختبر الأبحاث إلى المريض، حيث يصل حوالي 10% من جميع الأدوية التي تبدأ التجارب السريرية إلى مرحلة الاختبار البشري الفعلي. لن تتمكن أي شركة أدوية (لديها مئات الأدوية التي تنتقل من وإلى هذه المراحل) من استرداد تكاليف "الأدوية الفاشلة". وبالتالي، فإن الأرباح المحققة من دواء واحد يجب أن تغطي تكاليف "الأدوية الفاشلة" السابقة. تشكل تكلفة الفشل في البحث والتطوير حوالي 60% من إجمالي تكاليف التطوير. ويؤكد على أهمية معدلات النجاح كمحرك رئيسي لإنتاجية البحث والتطوير. وتقدر تكاليف الدراسات المتوسطة بنحو 30 مليون دولار، و70 مليون دولار، و310 مليون دولار للمرحلة الأولى والثانية والثالثة على التوالي.

#### العلاقة

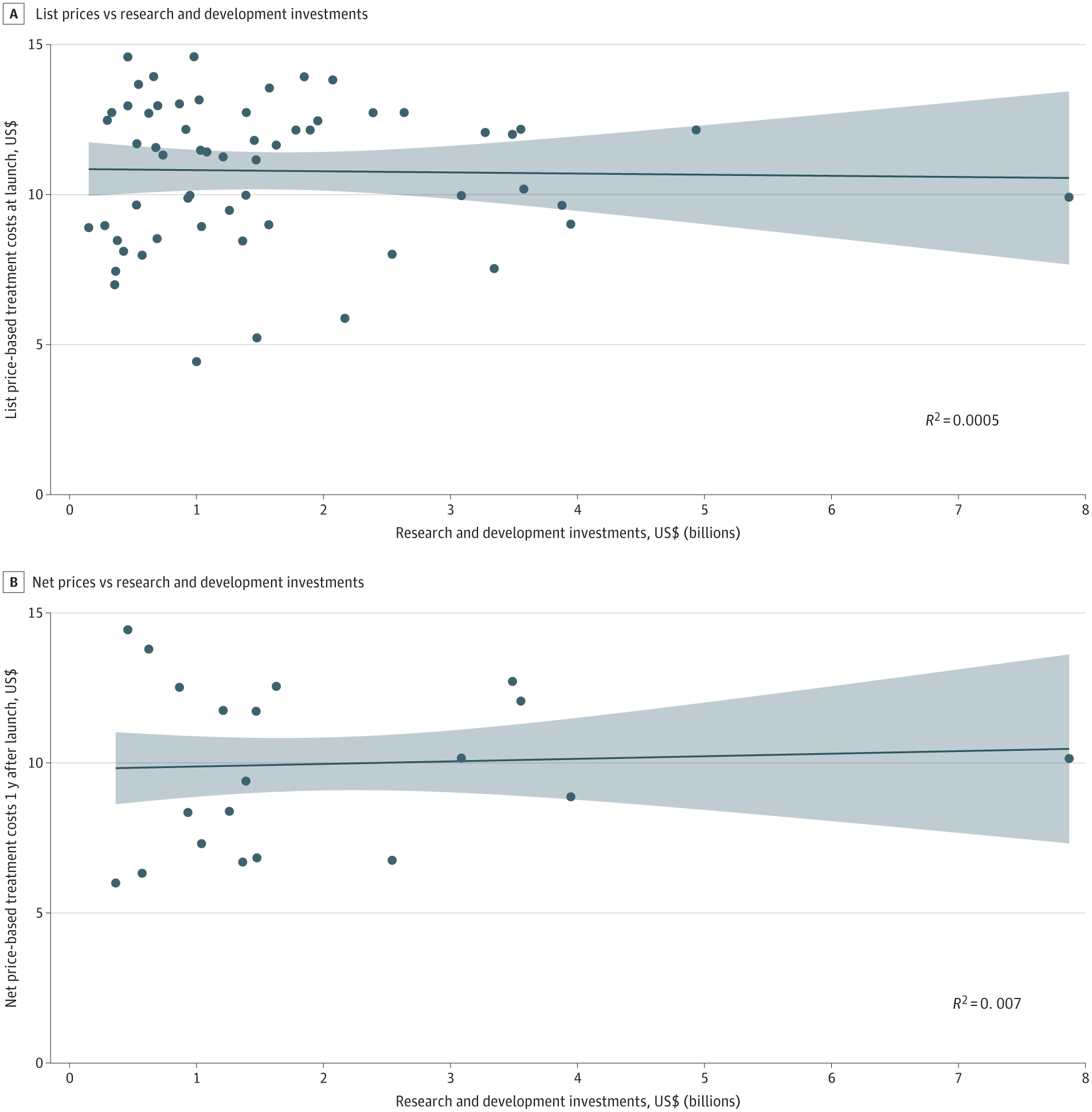
استثمارات البحث والتطوير مقابل تكاليف المعالجة المعدلة بالسجل عند الإطلاق استنادًا إلى أسعار القائمة والأسعار الصافية

وبشكل عام، تصل تكاليف البحث والتطوير المتعلقة بالأدوية الصيدلانية إلى مليارات الدولارات. على سبيل المثال، أفادت التقارير أن شركة أسترازينيكا أنفقت ما يزيد على 11 مليار دولار في المتوسط لكل دواء لأغراض البحث والتطوير. إن متوسط الـ 11 مليار دولار يشمل فقط تكاليف "الاكتشاف"، وتكاليف التجارب السريرية وما قبل السريرية، وغيرها من النفقات. ومع إضافة تكاليف "الأدوية الفاشلة"، فإن مبلغ 11 مليار دولار يعادل بسهولة أكثر من 20 مليار دولار من النفقات. لذلك، فإن رقمًا مناسبًا مثل 60 مليار دولار سيكون رقم مبيعات تقريبي تسعى شركة أدوية مثل أسترازينيكا إلى تحقيقه لتغطية هذه التكاليف وتحقيق الربح في نفس الوقت.
توفر تكاليف البحث والتطوير الإجمالية لشركات الأدوية تقديرًا تقريبيًا للنفقات الإجمالية. وهذا مهم في تحديد أهداف الربح المتوقعة لدواء معين، وبالتالي، فهو أحد الخطوات الأكثر ضرورة التي تتخذها شركات الأدوية في تسعير دواء معين.
أبطلت دراسة أجريت عام 2022 الحجة الشائعة بالنسبة لتكاليف الأدوية المرتفعة التي تنعكس فيها استثمارات البحث والتطوير وتتطلب تكاليف العلاج، ولم نجد أي ارتباط بين الاستثمارات في الأدوية ‏ (في الحالات التي كانت فيها الشفافية كافية) وتكاليفها.

### المستفيدون
يمكن للمرضى والأطباء أيضًا أن يكون لهم بعض المساهمة في التسعير، وإن كان بشكل غير مباشر. احتج العملاء في الولايات المتحدة على الأسعار المرتفعة للأدوية "المعجزة" الأخيرة مثل دارابريم وهارفوني، وكلاهما يحاول علاج أمراض رئيسية (مثل فيروس نقص المناعة البشرية/الإيدز والتهاب الكبد الوبائي سي). لقد نجح الاعتراض العام في كثير من الحالات في السيطرة على بعض الأدوية بل وحتى تحديد أسعارها. على سبيل المثال، كانت هناك ردود فعل عنيفة تجاه دواء دارابريم، وهو دواء يعالج داء المقوسات. قامت شركة Turing Pharmaceuticals بقيادة مارتن شكريلي برفع سعر الدواء بنسبة 5500% من 13.50 دولارًا إلى 750 دولارًا للحبة. وبعد التنديد من قبل المرشحين الرئاسيين لعام 2016 هيلاري كلينتون وبيرني ساندرز، قال مارتن شكريلي إنه سيخفض السعر لكنه قرر لاحقًا عدم القيام بذلك.
مع الاتجاه الأخير نحو رفع الأسعار، قدم المشرعون إصلاحات للحد من هذه الزيادات، مما أدى إلى السيطرة بشكل فعال على أسعار الأدوية في الولايات المتحدة. أعلنت هيلاري كلينتون عن اقتراح لمساعدة المرضى الذين يعانون من حالات صحية مزمنة وشديدة من خلال وضع سقف شهري على مستوى البلاد بقيمة 250 دولارًا على الأدوية الموصوفة.
إن البحث عن دواء يعالج شيئًا لم يعالجه أحد من قبل سوف يكلف أكثر بكثير من البحث عن دواء لمرض شائع جدًا له علاجات معروفة. أيضًا، سيكون هناك المزيد من المرضى الذين يعانون من أمراض أكثر شيوعًا، وبالتالي ستكون الأسعار أقل. يعالج عقار Soliris مرضين نادرين للغاية فقط، وبالتالي فإن عدد المستهلكين له منخفض، مما يجعله دواء يتيمًا. لا تزال شركة Soliris تحقق أرباحًا بسبب سعرها المرتفع الذي يتجاوز 400 ألف دولار سنويًا لكل مريض. إن فوائد هذا الدواء هائلة لأنه يعالج أمراضًا نادرة جدًا والتي قد تكلف أموالًا أكثر بكثير لعلاجها بخلاف ذلك، مما يوفر لشركات التأمين والهيئات الصحية ملايين الدولارات. ومن ثم، فإن شركات التأمين والهيئات الصحية على استعداد لدفع هذه الأسعار.

### السياسة العامة
وقد وضع صناع السياسات في بعض البلدان ضوابط على المبلغ الذي تستطيع شركات الأدوية رفع أسعار الأدوية به. في عام 2017، اقترح زعماء الحزب الديمقراطي إنشاء وكالة فيدرالية جديدة للتحقيق وربما تغريم مصنعي الأدوية الذين يقومون بزيادات غير مبررة في الأسعار. وسيتعين على شركات الأدوية تقديم مبرر للدواء الذي شهد "زيادة كبيرة في السعر" خلال 30 يوما على الأقل من تاريخ التنفيذ. وبموجب شروط الاقتراح، فإن الزيادة المعلنة على نطاق واسع التي أعلنت عنها شركة ميلان بشأن منتج EpiPen سوف تكون أقل من معايير الزيادة الكبيرة في الأسعار، في حين أن الزيادة التي بلغت 5000% بين عشية وضحاها على دواء Turing Pharmaceuticals Daraprim (بيريميثامين) سوف تكون خاضعة للإجراءات التنظيمية.

### براءات الاختراع وحقوق الاحتكار
أحد أهم العوامل التي تحدد تكلفة الدواء هو توفر الأدوية والعلاجات المنافسة. إن وجود اثنين أو أكثر من الشركات المصنعة لإنتاج الأدوية لنفس المرض يؤدي إلى خفض التكاليف.
تمنح قوانين براءات الاختراع لشركات الأدوية الحق الحصري في تسويق الدواء لفترة زمنية معينة، مما يسمح لها بتحديد سعر احتكاري ‏ مرتفع. على سبيل المثال، يمنح قانون براءات الاختراع في الولايات المتحدة ‏ احتكارًا لمدة 20 عامًا بعد تقديم الطلب. وبعد تلك الفترة، يمكن بيع نفس المنتج من شركات مصنعة مختلفة - والمعروفة بالأدوية العامة - وهو ما يؤدي عادة إلى انخفاض كبير في الأسعار وتحول محتمل في حصة السوق. هناك نوعان من براءات الاختراع المستخدمة بشكل شائع وهما براءات اختراع العملية وبراءات اختراع المنتجات الدوائية. لا توفر براءات الاختراع الخاصة بالعملية للمطورين سوى الحق الفكري في الأساليب التي جرى بها تصنيع المنتج، وبالتالي يمكن لشركة منافسة أن تصنع نفس الدواء بطريقة مختلفة دون انتهاك براءة الاختراع.
في بعض الحالات، يكون العلاج الجديد أكثر فعالية من العلاج القديم، أو قد يعمل دواء معين بشكل أفضل من الأدوية المنافسة لبعض المرضى فقط. إن توفر دواء بديل غير كامل يؤدي إلى خفض الأسعار بدرجة أقل مما قد يحدثه البديل المثالي.
تمنح بعض البلدان حماية إضافية من المنافسة لفترة محدودة، مثل حصرية بيانات الاختبار ‏ أو شهادات الحماية التكميلية. تتوفر حوافز إضافية في بعض الولايات القضائية لمصنعي الأدوية اليتيمة للأمراض النادرة، بما في ذلك حماية الاحتكار الممتدة، والائتمانات الضريبية، والإعفاء من الرسوم، وعمليات الموافقة المريحة بسبب العدد الصغير من المرضى المتأثرين.

### الشفافية
إن عملية تصنيع الأدوية واختبارها ثم بيعها هي عملية طويلة. وبعيدا عن تكاليف الأبحاث والتجارب، فإن العديد من المستهلكين لا يدركون عملية سلسلة توريد الأدوية. هناك العديد من الوسطاء والشركات التي تشتري وتبيع الأدوية. ويشمل ذلك "مصنعي الأدوية، وتجار الأدوية بالجملة، والصيدليات، والدافعين". إن نفوذ شركات الأدوية الكبرى في السياسات واللوائح المتعلقة ببراءات اختراع الأدوية وتكاليف الوصفات الطبية، يحمي شركات الأدوية من الاضطرار إلى الشفافية بشأن أين تذهب الأموال ومن يستفيد من هذه الأسعار المرتفعة، بما في ذلك مديري استحقاقات الصيدلة. إن الشفافية بين مصنعي الأدوية والبائعين تزيد من المساءلة بين المنتجين والمستهلكين وتسمح للمرضى بمعرفة المزيد عن ما يدفعون مقابله. يتيح موقع تحديد أسعار الأدوية الموصوفة للمرضى التعرف على بائعين أكثر فعالية من حيث التكلفة والعثور على الخصومات التي ستفيدهم.

## التأثيرات على المستهلكين
عندما يرتفع سعر الدواء تنخفض جودة حياة المستهلكين الذين يحتاجون إلى الدواء. إن المستهلكين الذين زادت تكاليف الأدوية لديهم هم أكثر عرضة لتغيير نمط حياتهم لإنفاق أموال أقل على البقالة والترفيه والاحتياجات العائلية الروتينية. ومن المرجح أن يقعوا في الديون أو يؤجلوا سداد ديونهم القائمة. يمكن أن تؤدي أسعار الأدوية المرتفعة إلى منع الأشخاص من الادخار للتقاعد. كثيرًا ما يواجه الأشخاص العاديون تحديات في دفع الفواتير الطبية. يفشل بعض الأشخاص في الحصول على الرعاية الطبية التي يحتاجون إليها بسبب عدم وجود المال لدفع ثمنها. في البلدان ذات الدخل المنخفض والمتوسط، يدفع ما يصل إلى 90% من الأشخاص ثمن الأدوية من جيوبهم الخاصة. ذكرت دراسة أجراها مركز ويست هيلث ‏ بوليسي في نوفمبر 2020 أن أكثر من 1.1 مليون من كبار السن في برنامج الرعاية الطبية في الولايات المتحدة من المتوقع أن يموتوا مبكرًا على مدى العقد المقبل لأنهم لن يتمكنوا من تحمل تكاليف أدويتهم الموصوفة، مما يتطلب إنفاق 17.7 مليار دولار إضافية سنويًا على التكاليف الطبية التي يمكن تجنبها بسبب المضاعفات الصحية.
وتؤثر تكاليف الوصفات الطبية المرتفعة على المستهلكين أيضًا على صحتهم على المدى الطويل ومتوسط العمر المتوقع بشكل عام. عند استخدام الدواء بشكل صحيح، يمكن للدواء أن يفيد المريض ويعالج مرضه. عندما لا يتمكن المريض من تحمل تكاليف أدويته، فإنه يخسر الفوائد المثلى للجرعات المناسبة والكافية. لا تؤثر تكاليف الوصفات الطبية المرتفعة على المرضى في الأمد القريب فحسب، بل تؤدي أيضًا إلى تدهور نوعية حياتهم بشكل عام، حيث يتعرضون لأمراض مزمنة كان من الممكن الوقاية منها من خلال تلك الوصفة الطبية الأولى. تشير الأدلة من الدراسات إلى أن العلاج بالأنسولين كعلاج للمرضى الذين يعانون من مستويات عالية من الجلوكوز والذين لم يصابوا بالسكري بعد، يؤدي إلى انخفاض مقاومة الأنسولين، مما يعود بالنفع على المرضى.

## .

### التدابير المشتركة المتخذة لخفض التكاليف
عادة ما يستجيب المستهلكون لارتفاع أسعار الأدوية أو زيادتها من خلال القيام بما في وسعهم لتوفير تكاليف الأدوية. يقوم المستهلكون الذين يسعون إلى خفض تكاليف الأدوية الخاصة بهم بإخبار طبيبهم والصيدلي أنهم بحاجة إلى توفير المال ثم طلب المشورة. وحيث أن الأطباء والصيادلة هم المهنيين الذين يعرفون مجالاتهم فهُم المصدر الأكثر احتمالا للمعلومات حول خيارات خفض التكلفة.
اعتمادًا على البلد والسياسات الصحية المطبقة، يوجد أيضًا خيارات للبحث عن خطط التأمين الصحي الأكثر ملاءمة وبأسعار معقولة دون الحاجة إلى استشارة مقدم الرعاية الصحية أو الحصول على التأمين من خلال صاحب العمل. ومع ذلك، فإن أولئك الذين يسعون إلى شراء التأمين بشكل فردي من خلال السوق الفردية هم الأكثر عرضة لعدم الحصول على تأمين كاف وبالتالي قد تكون تكلفة الوصفات الطبية أعلى.

## مزيد من المعلومات
- Alexander GC، Casalino LP، Meltzer DO (مارس 2005). "Physician strategies to reduce patients' out-of-pocket prescription costs". Archives of Internal Medicine. ج. 165 ع. 6: 633–6. DOI:10.1001/archinte.165.6.633. PMID:15795338.
- Alexander GC، Tseng CW (مايو 2004). "Six strategies to identify and assist patients burdened by out-of-pocket prescription costs". Cleveland Clinic Journal of Medicine. ج. 71 ع. 5: 433–7. DOI:10.3949/ccjm.71.5.433. PMID:15195778. S2CID:21846191.
- Alexander GC، Casalino LP، Tseng CW، McFadden D، Meltzer DO (أغسطس 2004). "Barriers to patient-physician communication about out-of-pocket costs". Journal of General Internal Medicine. ج. 19 ع. 8: 856–60. DOI:10.1111/j.1525-1497.2004.30249.x. PMC:1492500. PMID:15242471.
- Pham HH، Alexander GC، O'Malley AS (أبريل 2007). "Physician consideration of patients' out-of-pocket costs in making common clinical decisions". Archives of Internal Medicine. ج. 167 ع. 7: 663–8. DOI:10.1001/archinte.167.7.663. PMID:17420424.
- Rabbani A، Alexander GC (مايو 2008). "Out-of-pocket and total costs of fixed-dose combination antihypertensives and their components". American Journal of Hypertension. ج. 21 ع. 5: 509–13. DOI:10.1038/ajh.2008.31. PMID:18437141.

## روابط خارجية
- قاعدة بيانات أسعار الأدوية العالمية
- دليل أسعار المنتجات الطبية الدولية نسخة محفوظة 10 مايو 2021 على موقع واي باك مشين.
- مصادر الأسعار في عدة بلدان